# هیاهوی بسیار برای هیچ (فیلم ۲۰۱۲)
هیاهوی بسیار برای هیچ (انگلیسی: Much Ado About Nothing) فیلمی در ژانر کمدی رمانتیک به کارگردانی جاس ویدون است که در سال ۲۰۱۲ منتشر شد.

## بازیگران
- ایمی اکر
- الکسیس دنیسوف
- ناتان فیلیون
- کلارک گرگ
- رید دایموند
- شان ماهر
- اسپنسر ترت کلارک
- ریکی لیندهوم
- اشلی جانسون